# Virginia Slims of Chicago 1974
Il Virginia Slims of Chicago 1974 è stato un torneo di tennis giocato sul sintetico indoor. È stata la 3ª edizione del torneo, che fa parte del Virginia Slims Circuit 1974. Si è giocato a Chicago, Illinois negli USA dal 25 febbraio al 3 marzo 1974.

## Campionesse

### Singolare
Virginia Wade ha battuto in finale  Rosemary Casals con il punteggio di 2–6, 6–4, 6–4

### Doppio
Chris Evert /  Billie Jean King hanno battuto in finale  Françoise Dürr /  Betty Stöve con il punteggio di 3–6, 6–4, 6–4